# 田名部運輸軌道
田名部運輸軌道（たなぶうんゆきどう）は、かつて青森県下北郡田名部町（現在のむつ市）にあった国鉄大湊線の田名部駅（現在の赤川駅）から田名部町本町までを結んでいた馬車軌道である。鉄道の駅から離れた田名部町の中心部への交通手段であった。国鉄大畑線開業後、廃止となった。

## 路線データ
- 路線距離：田名部駅前（現・赤川） - 田名部柳町間4.02km
- 軌間：762mm
- 複線区間：なし（全線単線）
- 電化区間：なし（全線非電化）
- 動力：馬力

## 沿革
大湊線が大湊まで延伸することが決まったが、田名部町は駅の設置について、町の中心地の本町に近い場所にする意見と、市街地から離れた場所にするという意見で対立していた。田名部町会議でも何回も討議されていたが、結局当時荒れ地で家一軒ない赤川に決まった。
町の中心からは離れていたので田名部駅まで馬車軌道を敷設することが決まり、田名部駅開業の4か月前の1921年（大正10年）5月19日に田名部町に田名部軌道株式会社（資本金5万円）が設立された。そして同年12月に馬車軌道が開通した。1926年（大正15年）4月には田名部町の丸北下北、丸大河野、夕印田名部の三輸送店を合併し、田名部運輸軌道株式会社と改め資本金を11万6千円とした。
大畑線の開業により影響を受け営業を休止したが補償されることになり、1941年（昭和16年）3月に廃止となった。

### 年表
- 1921年（大正10年）
  - 5月19日 大湊線開業（9月25日）にさきがけて田名部軌道設立[5][6]
  - 8月20日 赤川 - 柳町間の軌道敷設の特許状を下付[7]。
  - 12月14日 田名部駅前 - 田名部新町間が開業。
- 1922年（大正11年）3月1日 田名部新町 - 田名部柳町間の開業許可。
- 1926年（大正15年）4月1日 3つの運送店と合併し、社名を田名部運輸軌道とする。
- 1940年（昭和15年）7月19日 休止許可[5]。
- 1941年（昭和16年）3月18日 田名部駅前 - 田名部柳町間廃止[8]。

## 輸送・収支実績
| 年度             | 人員（人） | 貨物数量（噸） | 営業収入（円） | 営業費（円） | 営業益金（円） | 雑収入（円）                  | 雑支出（円）          | 支払利子（円） |
| ---------------- | ---------- | -------------- | -------------- | ------------ | -------------- | ----------------------------- | --------------------- | -------------- |
| 1921（大正10）年 | 3,768      | 0              | 750            | 672          | 78             |                               |                       |                |
| 1922（大正11）年 | 42,000     | 5,400          | 18,616         | 14,874       | 3,742          |                               |                       |                |
| 1923（大正12）年 | 38,200     | 5,950          | 19,542         | 15,979       | 3,563          |                               | 427、償却金500        |                |
| 1924（大正13）年 | 36,150     | 7,200          | 20,845         | 17,135       | 3,710          |                               |                       | 399            |
| 1925（大正14）年 | 30,573     | 5,703          | 16,600         | 13,007       | 3,593          |                               |                       | 607            |
| 1926（昭和元）年 | 39,284     | 5,980          | 19,348         | 17,750       | 1,598          | 3,667                         | 雑損137、償却金2,414  |                |
| 1927（昭和2）年  | 44,410     | 8,325          | 17,957         | 16,254       | 1,703          | 2,070                         | 雑損73、償却金1,683   |                |
| 1928（昭和3）年  | 47,473     | 9,348          | 19,038         | 17,615       | 1,423          | 運送業1,016                   |                       |                |
| 1929（昭和4）年  | 41,680     | 8,202          | 18,888         | 15,559       | 3,329          | 運送業3,772                   | 償却金2,000           | 3,406          |
| 1930（昭和5）年  | 44,167     | 6,211          | 16,040         | 12,215       | 3,825          |                               | 運送、償却、雑損1,842 | 1,728          |
| 1931（昭和6）年  | 39,398     | 6,570          | 24,882         | 22,651       | 2,231          | 自動車、家屋2,254             | 雑損1,145             | 2,994          |
| 1932（昭和7）年  | 35,543     | 7,137          | 26,602         | 18,069       | 8,533          | 借家300                       | 自動車、償却金5,680   | 2,596          |
| 1933（昭和8）年  | 39,841     | 4,780          | 14,053         | 19,914       | ▲ 5,861        | 運送業、土地家屋、自動車9,585 | 雑損、償却金1,438     | 2,286          |
| 1934（昭和9）年  | 39,952     | 6,288          | 16,694         | 19,543       | ▲ 2,849        | 運送業9,291                   | 雑損、償却金3,669     | 2,221          |
| 1935（昭和10）年 | 41,863     | 7,876          | 17,046         | 18,432       | ▲ 1,386        | 運送、自動車7,943             | 雑損、償却金12,028    | 1,859          |
| 1936（昭和11）年 | 40,878     | 8,366          | 17,876         | 19,935       | ▲ 2,059        | 運送、自動車8,629             | 雑損160、償却金1,441  | 1,882          |
| 1937（昭和12）年 | 47,758     | 8,395          | 19,325         | 23,898       | ▲ 4,573        | 運送、自動車12,818            | 雑損317、償却金1,608  | 1,447          |
| 1939（昭和14）年 | 54,820     | 6,602          | 20,538         | 11,100       | 9,438          | 自動車8,856                   | 雑損606、償却金9,685  | 1,331          |

- 鉄道省鉄道統計資料、鉄道統計より